# Giro d'Italia 2004
87. ročník etapového cyklistického závodu Giro d'Italia se konal mezi 8. a 30. květnem 2004. Závod dlouhý 3423,9 km vyhrál Ital Damiano Cunego (Saeco Macchine per Caffè). Na druhém a třetím místě se umístili Ukrajinec Sergej Gončar (De Nardi–Piemme Telekom) a Cunegův krajan, týmový kolega a obhájce vítězství Gilberto Simoni.
Vítězem bodovací soutěže se stal jezdec týmu Fassa Bortolo Alessandro Petacchi díky 9 vyhraných etapám. Petacchi také vyhrál soutěž bojovnosti a klasifikaci Azzurri d'Italia. Nejlepším vrchařem se stal Fabian Wegmann z týmu Gerolsteiner a vítězem soutěže Intergiro se stal Raffaele Illiano z týmu Colombia–Selle Italia.

## Týmy
K účasti na Giru d'Italia 2004 bylo pozváno celkem 19 týmů. Každý tým přijel s devíti jezdci, na start se teď postavilo celkem 171 jezdců. Do cíle v Miláně dojelo 140 jezdců.
Týmy, které se zúčastnily závodu, byly:
- Acqua & Sapone
- Alessio–Bianchi
- Ceramica Panaria–Margres
- Colombia–Selle Italia
- Chocolade Jacques–Wincor Nixdorf
- Domina Vacanze
- De Nardi–Piemme Telekom
- Fassa Bortolo
- FDJeux.com
- Formaggi Pinzolo Fiavè
- Gerolsteiner
- Lampre
- Landbouwkrediet–Colnago
- Lotto–Domo
- Phonak
- Saeco Macchine per Caffè
- Saunier Duval–Prodir
- Tenax
- Vini Caldirola–Nobili Rubinetterie

## Trasa a etapy

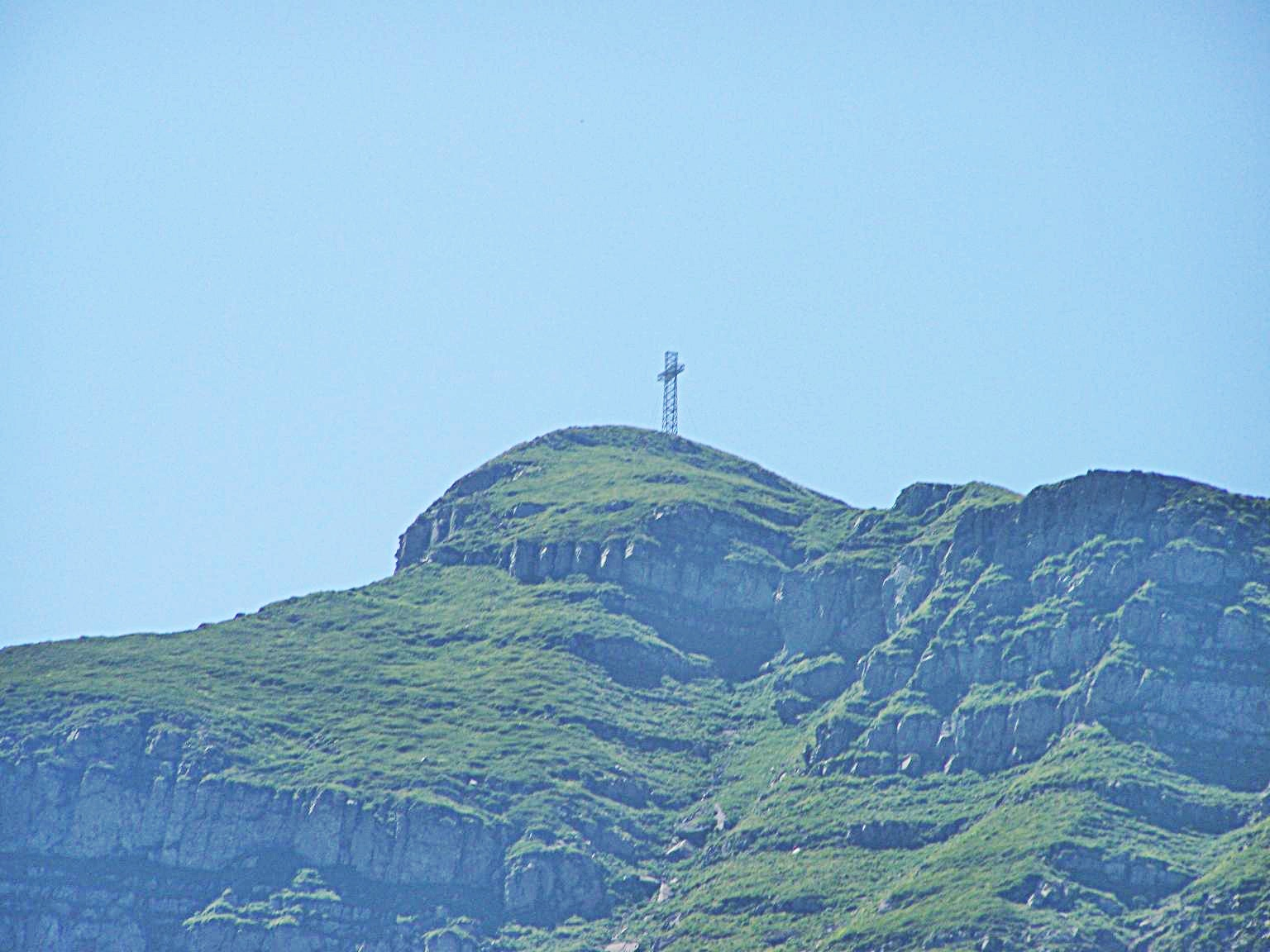
Corno alle Scale hostil konec 191 km dlouhé 3. etapy.

Trasa Giro d'Italia 1990 byla odhalena veřejnosti hlavním organizátorem Angelem Zomegnan 8. listopadu 2003 v Milánu. Trasa zahrnovala 2 individuální časovky. Zbylých 19 etap organizátoři rozdělili do tří kategorií: rovinaté, zvlněné a horské etapy. 12 etap bylo považováno za rovinaté, další 3 byly zvlněné a zbylé 4 etapy se měly v horském terénu. V etapách kategorizovaných stoupáními existovaly tři s vrcholovým finišem: 3. etapa do Corno alle Scale, 7. etapa do Montevergine di Mercogliano a 18. etapa na Bormio 2000. Organizátoři se rozhodli zahrnout 2 dny volna. Ve srovnání s předchozím ročníkem byl závod o 52,6 km kratší, zahrnoval stejné množství dnů volna a časovek. Závod také začínal prologem, který se v minulém ročníku neobjevil.
| Etapa         | Datum         | Trasa                                       | Vzdálenost    | Typ           | Typ                  | Vítěz                     |               |
| ------------- | ------------- | ------------------------------------------- | ------------- | ------------- | -------------------- | ------------------------- | ------------- |
| P             | 8. května     | Janov                                       | 6,9 km        |               | Individuální časovka | Bradley McGee (AUS)       |               |
| 1             | 9. května     | Janov - Alba                                | 143 km        |               | Středně těžká etapa  | Alessandro Petacchi (ITA) |               |
| 2             | 10. května    | Novi Ligure - Pontremoli                    | 184 km        |               | Středně těžká etapa  | Damiano Cunego (ITA)      |               |
| 3             | 11. května    | Pontremoli - Corno alle Scale               | 191 km        |               | Středně těžká etapa  | Gilberto Simoni (ITA)     |               |
| 4             | 12. května    | Porretta Terme - Civitella in Val di Chiana | 184 km        |               | Rovinatá etapa       | Alessandro Petacchi (ITA) |               |
| 5             | 13. května    | Civitella in Val di Chiana - Spoleto        | 177 km        |               | Rovinatá etapa       | Robbie McEwen (AUS)       |               |
| 6             | 14. května    | Spoleto - Valmontone                        | 164 km        |               | Rovinatá etapa       | Alessandro Petacchi (ITA) |               |
| 7             | 15. května    | Frosinone - Montevergine di Mercogliano     | 214 km        |               | Středně těžká etapa  | Damiano Cunego (ITA)      |               |
| 8             | 16. května    | Giffoni Valle Piana - Policoro              | 214 km        |               | Rovinatá etapa       | Alessandro Petacchi (ITA) |               |
| 9             | 17. května    | Policoro - Carovigno                        | 142 km        |               | Rovinatá etapa       | Fred Rodriguez (USA)      |               |
|               | 18. května    | Den odpočinku                               | Den odpočinku | Den odpočinku | Den odpočinku        | Den odpočinku             | Den odpočinku |
| 10            | 19. května    | Porto Sant'Elpidio - Ascoli Piceno          | 146 km        |               | Středně těžká etapa  | Alessandro Petacchi (ITA) |               |
| 11            | 20. května    | Porto Sant'Elpidio - Cesena                 | 228 km        |               | Středně těžká etapa  | Emanuele Sella (ITA)      |               |
| 12            | 21. května    | Cesena - Treviso                            | 210 km        |               | Rovinatá etapa       | Alessandro Petacchi (ITA) |               |
| 13            | 22. května    | Terst - Terst                               | 52 km         |               | Individuální časovka | Sergej Gončar (UKR)       |               |
| 14            | 23. května    | Terst - Pula                                | 175 km        |               | Rovinatá etapa       | Alessandro Petacchi (ITA) |               |
| 15            | 24. května    | Poreč - San Vendemiano                      | 234 km        |               | Rovinatá etapa       | Alessandro Petacchi (ITA) |               |
| 16            | 25. května    | San Vendemiano - Pfalzen                    | 217 km        |               | Horská etapa         | Damiano Cunego (ITA)      |               |
|               | 26. května    | Den odpočinku                               | Den odpočinku | Den odpočinku | Den odpočinku        | Den odpočinku             | Den odpočinku |
| 17            | 27. května    | Bruneck - Fondo/Sarnonico                   | 153 km        |               | Horská etapa         | Pavel Tonkov (RUS)        |               |
| 18            | 28. května    | Cles - Bormio 2000                          | 118 km        |               | Horská etapa         | Damiano Cunego (ITA)      |               |
| 19            | 29. května    | Bormio - Presolana                          | 122 km        |               | Horská etapa         | Stefano Garzelli (ITA)    |               |
| 20            | 30. května    | Clusone - Milán                             | 149 km        |               | Rovinatá etapa       | Alessandro Petacchi (ITA) |               |
| Celková délka | Celková délka | Celková délka                               | 3423,9 km     | 3423,9 km     | 3423,9 km            | 3423,9 km                 |               |

## Shrnutí závodu
Giro d'Italia 2004 začalo 6,9 km dlouhým prologem v italském městě Janov. Vítězem se stal Bradley McGee s náskokem 10 sekund na druhého Olafa Pollacka. První etapa závodu skončila hromadným sprintem, v němž se radoval italský sprinter Alessandro Petacchi. Pollack, jenž byl schopen získal dvanáctisekundový bonus za 2. místo v etapě, se dostal do čela celkového pořadí. V druhé etapě se však ‘’maglia rosa vrátil zpět k McGeemu, jenž dokončil na 2. místě za etapovým vítězem Damianem Cunegem.
Etapové vítězství na Giru získalo 8 týmů, z nichž 3 získaly více triumfů. 2 jezdci dokázali získat více než 1 etapové vítězství, a to Alessandro Petacchi v etapách 1, 4, 6, 8, 10, 12, 14, 15 a 20 společně s Damianem Cunegem. Ten vyhrál v etapách 2, 7, 16 a 18. Tým Fassa Bortolo získal 9 etap s Petacchim, Saeco Macchine per Caffè získal 5 vítězství díky Cunegovi a Gilbertu Simoninu, jenž vyhrál 3. etapu. Tým Vini Caldirola–Nobili Rubinetterie vyhrál 2 etapy s Pavlem Tonkovem a Stefanem Garzellim. Ti vyhráli v 17., respektive v 19. etapě. 
Týmy FDJeux.com, Lotto–Domo, Acqua & Sapone, Ceramica Panaria–Margres a De Nardi vyhrály každý 1 etapu.

## Průběžné pořadí
| Etapa          | Vítěz               | Celkové pořadí   | Bodovací soutěž     | Vrchařská soutěž | Soutěž Intergiro    | Trofeo Fast Team         | Trofeo Super Team        |
| -------------- | ------------------- | ---------------- | ------------------- | ---------------- | ------------------- | ------------------------ | ------------------------ |
| P              | Bradley McGee       | Bradley McGee    | neuděleno           | neuděleno        | neuděleno           | neuděleno                | neuděleno                |
| 1              | Alessandro Petacchi | Olaf Pollack     | Alessandro Petacchi | Fabian Wegmann   | Marlon Pérez Arango | Lampre                   | FDJeux.com Lampre        |
| 2              | Damiano Cunego      | Bradley McGee    | Damiano Cunego      | Alexandre Moos   | Ruggero Marzoli     | Lampre                   | FDJeux.com               |
| 3              | Gilberto Simoni     | Gilberto Simoni  | Damiano Cunego      | Gilberto Simoni  | Ruggero Marzoli     | Saeco Macchine per Caffè | Saeco Macchine per Caffè |
| 4              | Alessandro Petacchi | Gilberto Simoni  | Alessandro Petacchi | Gilberto Simoni  | Alessandro Vanotti  | Saeco Macchine per Caffè | Saeco Macchine per Caffè |
| 5              | Robbie McEwen       | Gilberto Simoni  | Robbie McEwen       | Gilberto Simoni  | Crescenzo d'Amore   | Saeco Macchine per Caffè | Saeco Macchine per Caffè |
| 6              | Alessandro Petacchi | Gilberto Simoni  | Alessandro Petacchi | Fabian Wegmann   | Crescenzo d'Amore   | Saeco Macchine per Caffè | Acqua & Sapone           |
| 7              | Damiano Cunego      | Damiano Cunego   | Alessandro Petacchi | Damiano Cunego   | Massimo Strazzer    | Saeco Macchine per Caffè | Saeco Macchine per Caffè |
| 8              | Alessandro Petacchi | Damiano Cunego   | Alessandro Petacchi | Damiano Cunego   | Massimo Strazzer    | Saeco Macchine per Caffè | Saeco Macchine per Caffè |
| 9              | Fred Rodriguez      | Damiano Cunego   | Alessandro Petacchi | Damiano Cunego   | Massimo Strazzer    | Saeco Macchine per Caffè | Saeco Macchine per Caffè |
| 10             | Alessandro Petacchi | Damiano Cunego   | Alessandro Petacchi | Damiano Cunego   | Crescenzo d'Amore   | Saeco Macchine per Caffè | Saeco Macchine per Caffè |
| 11             | Emanuele Sella      | Damiano Cunego   | Alessandro Petacchi | Fabian Wegmann   | Marlon Perez Arango | Saeco Macchine per Caffè | Alessio–Bianchi          |
| 12             | Alessandro Petacchi | Damiano Cunego   | Alessandro Petacchi | Fabian Wegmann   | Marlon Perez Arango | Saeco Macchine per Caffè | Alessio–Bianchi          |
| 13             | Sergej Gončar       | Jaroslav Popovyč | Alessandro Petacchi | Fabian Wegmann   | Marlon Perez Arango | Alessio–Bianchi          | Alessio–Bianchi          |
| 14             | Alessandro Petacchi | Jaroslav Popovyč | Alessandro Petacchi | Fabian Wegmann   | Crescenzo d'Amore   | Alessio–Bianchi          | Alessio–Bianchi          |
| 15             | Alessandro Petacchi | Jaroslav Popovyč | Alessandro Petacchi | Fabian Wegmann   | Crescenzo d'Amore   | Alessio–Bianchi          | Alessio–Bianchi          |
| 16             | Damiano Cunego      | Damiano Cunego   | Alessandro Petacchi | Fabian Wegmann   | Crescenzo d'Amore   | Saeco Macchine per Caffè | Acqua & Sapone           |
| 17             | Pavel Tonkov        | Damiano Cunego   | Alessandro Petacchi | Fabian Wegmann   | Crescenzo d'Amore   | Saeco Macchine per Caffè | Alessio–Bianchi          |
| 18             | Damiano Cunego      | Damiano Cunego   | Alessandro Petacchi | Damiano Cunego   | Crescenzo d'Amore   | Saeco Macchine per Caffè | Alessio–Bianchi          |
| 19             | Stefano Garzelli    | Damiano Cunego   | Alessandro Petacchi | Fabian Wegmann   | Raffaele Illiano    | Saeco Macchine per Caffè | Alessio–Bianchi          |
| 20             | Alessandro Petacchi | Damiano Cunego   | Alessandro Petacchi | Fabian Wegmann   | Raffaele Illiano    | Saeco Macchine per Caffè | Alessio–Bianchi          |
| Konečné pořadí | Konečné pořadí      | Damiano Cunego   | Alessandro Petacchi | Fabian Wegmann   | Raffaele Illiano    | Saeco Macchine per Caffè | Alessio–Bianchi          |

## Konečné pořadí
| Legenda | Legenda                           | Legenda | Legenda                            |
| ------- | --------------------------------- | ------- | ---------------------------------- |
|         | Označuje vítěze celkového pořadí. |         | Označuje vítěze vrchařské soutěže. |
|         | Označuje vítěze bodovací soutěže. |         | Označuje vítěze soutěže Intergiro. |

### Celkové pořadí
| Pořadí | Jezdec                   | Tým                                | Čas         |
| ------ | ------------------------ | ---------------------------------- | ----------- |
| 1      | Damiano Cunego (ITA)     | Saeco Macchine per Caffè           | 88h 40' 43" |
| 2      | Sergej Gončar (UKR)      | De Nardi                           | + 2' 02"    |
| 3      | Gilberto Simoni (ITA)    | Saeco Macchine per Caffè           | + 2' 05"    |
| 4      | Dario Cioni (ITA)        | Fassa Bortolo                      | + 4' 36"    |
| 5      | Jaroslav Popovyč (UKR)   | Landbouwkrediet–Colnago            | + 5' 05"    |
| 6      | Stefano Garzelli (ITA)   | Vini Caldirola–Nobili Rubinetterie | + 5' 31"    |
| 7      | Wladimir Belli (ITA)     | Lampre                             | + 6' 12"    |
| 8      | Bradley McGee (AUS)      | FDJeux.com                         | + 6' 15"    |
| 9      | Tadej Valjavec (SLO)     | Phonak                             | + 6' 34"    |
| 10     | Juan Manuel Gárate (ESP) | Lampre                             | + 7' 47"    |

### Bodovací soutěž
| Pořadí | Jezdec                    | Tým                                | Body |
| ------ | ------------------------- | ---------------------------------- | ---- |
| 1      | Alessandro Petacchi (ITA) | Fassa Bortolo                      | 250  |
| 2      | Damiano Cunego (ITA)      | Saeco Macchine per Caffè           | 153  |
| 3      | Olaf Pollack (GER)        | Gerolsteiner                       | 148  |
| 4      | Alexandre Usov (BLR)      | Phonak                             | 111  |
| 5      | Marco Zanotti (ITA)       | Vini Caldirola–Nobili Rubinetterie | 102  |
| 6      | Fred Rodriguez (USA)      | Acqua & Sapone                     | 96   |
| 7      | Bradley McGee (AUS)       | FDJeux.com                         | 88   |
| 8      | Gilberto Simoni (ITA)     | Saeco Macchine per Caffè           | 78   |
| 9      | Stefano Garzelli (ITA)    | Vini Caldirola–Nobili Rubinetterie | 76   |
| 10     | Iván Parra (COL)          | De Nardi                           | 73   |

### Vrchařská soutěž
| Pořadí | Jezdec                    | Tým                                | Body |
| ------ | ------------------------- | ---------------------------------- | ---- |
| 1      | Fabian Wegmann (GER)      | Gerolsteiner                       | 56   |
| 2      | Damiano Cunego (ITA)      | Saeco Macchine per Caffè           | 54   |
| 3      | Gilberto Simoni (ITA)     | Saeco Macchine per Caffè           | 36   |
| 4      | Stefano Garzelli (ITA)    | Vini Caldirola–Nobili Rubinetterie | 33   |
| 5      | Alexandre Moos (SUI)      | Phonak                             | 27   |
| 6      | Vladimir Miholjević (CRO) | Alessio–Bianchi                    | 20   |
| 7      | Raffaele Illiano (ITA)    | Colombia–Selle Italia              | 16   |
| 8      | Niki Aebersold (SUI)      | Phonak                             | 15   |
| 9      | Luis Felipe Laverde (COL) | Formaggi Pinzolo Fiavè             | 14   |
| 10     | Bradley McGee (AUS)       | FDJeux.com                         | 13   |

### Soutěž Intergiro
| Pořadí | Jezdec                     | Tým                     | Čas         |
| ------ | -------------------------- | ----------------------- | ----------- |
| 1      | Raffaele Illiano (ITA)     | Colombia–Selle Italia   | 49h 39' 14" |
| 2      | Crescenzo d'Amore (ITA)    | Acqua & Sapone          | + 13"       |
| 3      | Mariano Piccoli (ITA)      | Lampre                  | + 19"       |
| 4      | Marlon Pérez Arango (COL)  | Colombia–Selle Italia   | + 22"       |
| 5      | Alessandro Vanotti (ITA)   | De Nardi                | + 36"       |
| 6      | Aart Vierhouten (NED)      | Lotto–Domo              | + 39"       |
| 7      | Robert Förster (GER)       | Gerolsteiner            | + 39"       |
| 8      | Daniele Righi (ITA)        | Lampre                  | + 44"       |
| 9      | Alessandro Bertolini (ITA) | Alessio–Bianchi         | + 56"       |
| 10     | Jaroslav Popovyč (UKR)     | Landbouwkrediet–Colnago | + 1' 05"    |

### Soutěž Trofeo Fast Team
| Pořadí | Tým                                | Čas          |
| ------ | ---------------------------------- | ------------ |
| 1      | Saeco Macchine per Caffè           | 265h 52' 05" |
| 2      | Vini Caldirola–Nobili Rubinetterie | + 19' 15"    |
| 3      | Lampre                             | + 26' 12"    |
| 4      | Alessio–Bianchi                    | + 29' 13"    |
| 5      | Saunier Duval–Prodir               | + 39' 21"    |
| 6      | Ceramica Panaria–Margres           | + 43' 02"    |
| 7      | Acqua & Sapone                     | + 57' 54"    |
| 8      | Phonak                             | + 1h 03' 04" |
| 9      | De Nardi                           | + 1h 20' 18" |
| 10     | Formaggi Pinzolo Fiave             | + 2h 04' 05" |

### Soutěž Trofeo Super Team
| Pořadí | Tým                                | Body |
| ------ | ---------------------------------- | ---- |
| 1      | Alessio–Bianchi                    | 384  |
| 2      | Saeco Macchine per Caffè           | 359  |
| 3      | Fassa Bortolo                      | 339  |
| 4      | Lampre                             | 327  |
| 5      | Acqua & Sapone                     | 315  |
| 6      | Vini Caldirola–Nobili Rubinetterie | 301  |
| 7      | Ceramica Panaria–Margres           | 273  |
| 8      | Phonak                             | 265  |
| 9      | Gerolsteiner                       | 250  |
| 10     | De Nardi                           | 217  |